# بورنهایم (پفالتس)
بورنهایم (به آلمانی: Bornheim) یک شهر در آلمان است که در زودلیشه واینشتراسه واقع شده‌است. بورنهایم ۱٬۲۶۲ نفر جمعیت دارد.